# Mario Maragliano

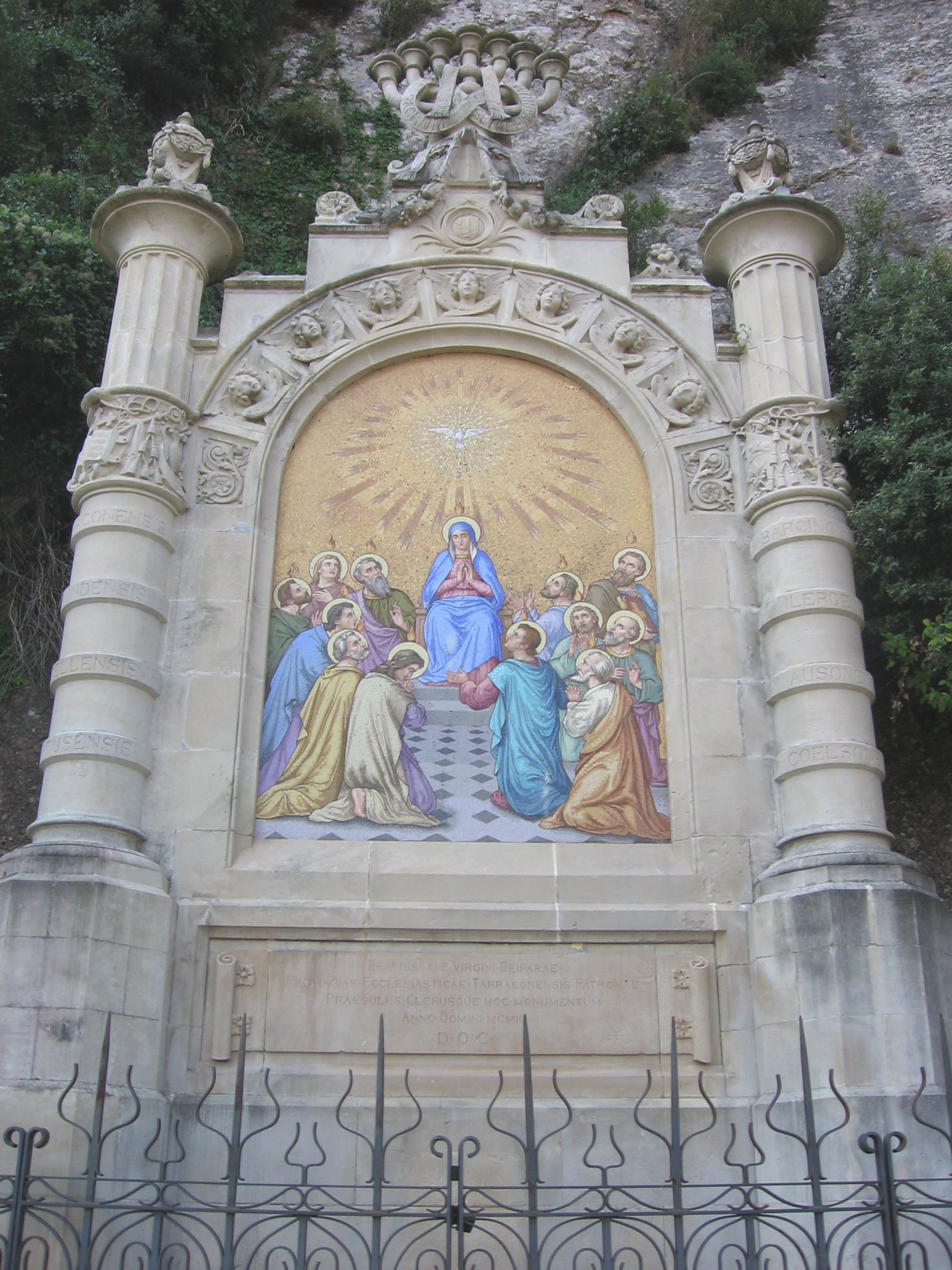
Tercer Misterio de Gloria: El Pentecostés, Rosario Monumental de Montserrat.

Mario Maragliano (Génova, 1864-Barcelona, 1944) fue un mosaiquista italiano afincado en España. 

## Biografía
Nació en Génova en 1864 y su formación original fue la música, que estudió en la Scuola Musicale de Génova pero lo dejó y aprendió la técnica del mosaico, muy desarrollada en Italia, especialmente en Venecia. En 1884 se instaló en Barcelona —desde donde introdujo el moderno mosaico artístico en España— para más tarde trasladarse a Madrid, donde abrió taller.
En Barcelona, decoró las iglesias de las Salesas, la Concepción y Santa María del Pino. Con la llegada del modernismo, colaboró con los principales arquitectos de la época: Gaudí, para el que confeccionó el mosaico de la cripta de la Sagrada Familia. Domènech, para el que realizó obras en Comillas. Colaboró también con Josep Puig i Cadafalch en la Casa Amatller y con Jeroni Martorell, para el que trabajó en la Caja de Ahorros de Sabadell en Sabadell. Trabajó en el Hospital de San Pablo en Barcelona y en el Rosario Monumental de Montserrat (1903).
Coincidió a menudo con Lluís Bru, como en el Palacio de la Música Catalana, el Hospital de San Pablo y la iglesia de San José Oriol de Barcelona, donde hizo el altar de San José, mientras que Bru hizo el resto de mosaicos.
En Madrid intervino en la decoración de San Francisco el Grande y de la estación de ferrocarril de Aranjuez —con unos mosaicos que quedaron ocultos tras la guerra civil española y fueron redescubiertos en 1990 al acometerse las obras de rehabilitación de la estación—.
Murió en Barcelona en 1944.